# Gillery’s Little Secret
Gillery's Little Secret ist ein US-amerikanischer Kurzfilm aus dem Jahr 2006.

## Handlung
In Gillery's Little Secret geht es um die Liebe zwischen zwei Frauen und darum, dass Probleme auch nach langer Zeit der Distanz bestehen bleiben können.
Seit über 20 Jahren war Gillery nicht mehr in der Kleinstadt, in der sie aufgewachsen war. Ihr damals völlig überstürzter Abschied hat einen großen Einfluss auf ihr Leben gehabt. Doch nicht nur auf ihres. Nun kehrt sie anlässlich des 20-jährigen Jubiläums ihres Abschlusses wieder in ihre Heimatstadt zurück. Bei ihrer Rückkehr muss sie allerdings feststellen, dass viele Probleme von damals immer noch bestehen. Bei ihrer Rückkehr trifft sie auch wieder auf Bernadett, ihre erste große High-School-Liebe. Diese hat inzwischen eine fast erwachsene Tochter. Diese versucht von Gillery alles über die zurückliegende Familientragödie zu erfahren.